# Verwaltungsgemeinschaft Saalfelder Höhe
Die Verwaltungsgemeinschaft Saalfelder Höhe lag im thüringischen Landkreis Saalfeld-Rudolstadt. In ihr hatten sich 13 Gemeinden zur Erledigung ihrer Verwaltungsgeschäfte zusammengeschlossen. Ihr Verwaltungssitz war in Kleingeschwenda.

## Die Gemeinden
- Bernsdorf
- Burkersdorf
- Dittersdorf
- Dittrichshütte
- Eyba
- Kleingeschwenda
- Lositz-Jehmichen
- Reschwitz
- Unterwirbach
- Volkmannsdorf
- Wickersdorf
- Wittmannsgereuth
- Witzendorf

## Geschichte
Die Verwaltungsgemeinschaft wurde am 10. September 1994 gegründet. Zum 31. Dezember 1996 schlossen sich alle Mitgliedsgemeinden zur Einheitsgemeinde Saalfelder Höhe zusammen.